# Aman (IDF)
 Denne artikel omhandler Aman (IDF). Opslagsordet har også en anden betydning, se Aman (Tolkien).
Aman (akronym: Agaf HaModiin (hebraisk: אגף המודיעין)) er Israels militære efterretningsvæsen, der er en del af Israels forsvar (IDF). Aman blev dannet i 1950, da efterretningsafdelingen blev uafhængig af IDF's generalstab. Aman er heller ikke en del af hæren, marinen eller luftvåbenet. Organisationen havde i 1996 totalt 7.000 ansatte, og ledes i dag af generalmajoren Aharon Haliva.
| Militær | Spire Denne artikel om militær er en spire som bør udbygges. Du er velkommen til at hjælpe Wikipedia ved at udvide den. |